# Lijn 3 (metro van New York)
De 2 Seventh Avenue Express of ook wel lijn 3 is een metrolijn die onderdeel is van de metro van New York. Op plattegronden, stationsborden en richtingfilms staat de lijn aangegeven in de kleur rood  omdat de lijn een dienst is op de Broadway-Seventh Avenue Line. De lijn loopt vanaf 148th Street in de Bronx door Manhattan naar New Lots Avenue in Brooklyn.

## Route
Lijn  maakt gebruik van de volgende trajecten:
| Lijn                                                                   | Sporen  | Tijden                       |
| ---------------------------------------------------------------------- | ------- | ---------------------------- |
| Lenox Avenue Line (gehele lijn)                                        |         | Dagelijks, behalve 's nachts |
| Broadway-Seventh Avenue Line van 96th Street tot Chambers Street       | express | Dagelijks, behalve 's nachts |
| Broadway-Seventh Avenue Line, Brooklyn Branch, via Clark Street Tunnel |         | Dagelijks, behalve 's nachts |
| Eastern Parkway Line (gehele lijn)                                     | local   | Dagelijks, behalve 's nachts |
| New Lots Line (gehele lijn)                                            |         | Dagelijks, behalve 's nachts |

## Stations
| 3 service | Station                         | Handicapped/disabled access | Andere lijnen                                                     | Andere vervoermiddelen                              |
| --------- | ------------------------------- | --------------------------- | ----------------------------------------------------------------- | --------------------------------------------------- |
| Manhattan |                                 |                             |                                                                   |                                                     |
|           | Harlem-148th Street             |                             |                                                                   |                                                     |
|           | 145th Street                    |                             |                                                                   |                                                     |
|           | 135th Street                    |                             |                                                                   |                                                     |
|           | 125th Street                    |                             |                                                                   | M60 bus naar LaGuardia Airport                      |
|           | 116th Street                    |                             |                                                                   |                                                     |
|           | Central Park North-110th Street |                             |                                                                   |                                                     |
|           | 96th Street                     |                             |                                                                   |                                                     |
|           | 72nd Street                     | Handicapped/disabled access |                                                                   |                                                     |
|           | Times Square-42nd Street        | Handicapped/disabled access | (42nd Street Shuttle)                                             | Port Authority Bus Terminal                         |
|           | 34th Street-Penn Station        | Handicapped/disabled access |                                                                   | Amtrak, LIRR en NJ Transit bij Pennsylvania Station |
|           | 14th Street                     |                             |                                                                   |                                                     |
|           | Chambers Street                 |                             |                                                                   |                                                     |
|           | Park Place                      |                             | (Eighth Avenue Line bij Chambers Street-World Trade Center)       | PATH bij World Trade Center Transportation Hub      |
|           | Fulton Street                   |                             | (Lexington Avenue Line) (Eighth Avenue Line) (Nassau Street Line) |                                                     |
|           | Wall Street                     |                             |                                                                   |                                                     |
| Brooklyn  |                                 |                             |                                                                   |                                                     |
|           | Clark Street                    |                             |                                                                   |                                                     |
|           | Borough Hall                    | Handicapped/disabled access | (Fourth Avenue Line)                                              |                                                     |
|           | Hoyt Street-Fulton Mall         |                             |                                                                   |                                                     |
|           | Nevins Street                   |                             |                                                                   |                                                     |
|           | Atlantic Avenue                 | Handicapped/disabled access | (Brighton Line) (Fourth Avenue Line)                              | LIRR Atlantic Branch bij Flatbush Avenue            |
|           | Bergen Street                   |                             |                                                                   |                                                     |
|           | Grand Army Plaza                |                             |                                                                   |                                                     |
|           | Eastern Parkway-Brooklyn Museum |                             |                                                                   |                                                     |
|           | Franklin Avenue                 |                             | (Franklin Avenue Shuttle)                                         |                                                     |
|           | Nostrand Avenue                 |                             |                                                                   |                                                     |
|           | Kingston Avenue                 |                             |                                                                   |                                                     |
|           | Crown Heights-Utica Avenue      | Handicapped/disabled access |                                                                   |                                                     |
|           | Sutter Avenue-Rutland Road      |                             |                                                                   | B15 bus naar JFK Int'l Airport                      |
|           | Saratoga Avenue                 |                             |                                                                   |                                                     |
|           | Rockaway Avenue                 |                             |                                                                   |                                                     |
|           | Junius Street                   |                             |                                                                   |                                                     |
|           | Pennsylvania Avenue             |                             |                                                                   |                                                     |
|           | Van Siclen Avenue               |                             |                                                                   |                                                     |
|           | New Lots Avenue                 |                             |                                                                   | B15 bus naar JFK Int'l Airport                      |

Van noord naar zuid:
Harlem-148th Street · 
145th Street · 
135th Street · 
125th Street · 
116th Street · 
Central Park North-110th Street · 
96th Street · 
72nd Street · 
Times Square-42nd Street · 
34th Street-Penn Station · 
14th Street · 
Chambers Street · 
Park Place · 
Fulton Street · 
Wall Street · 
Clark Street · 
Borough Hall · 
Hoyt Street-Fulton Mall · 
Nevins Street · 
Atlantic Avenue · 
Bergen Street · 
Grand Army Plaza · 
Eastern Parkway-Brooklyn Museum · 
Franklin Avenue · 
Nostrand Avenue · 
Kingston Avenue · 
Crown Heights-Utica Avenue · 
Sutter Avenue-Rutland Road · 
Saratoga Avenue · 
Rockaway Avenue · 
Junius Street · 
Pennsylvania Avenue · 
Van Siclen Avenue · 
New Lots Avenue
 ·  ·  ·  ·  ·  ·  ·  ·  · 